# River Dunsop
Der River Dunsop ist ein Fluss im Forest of Bowland, Lancashire, England. Der River Dunsop entsteht aus dem Zusammenfluss von Brennand River und Whitendale River, die beide am Wolfhole Crag entstehen und sich an dessen Südhang treffen. 
Der River Dunsop fließt in südlicher Richtung durch den Ort Dunsop Bridge, um wenig südlich davon in den River Hodder zu münden.